# Francesc Abelló Pascual
Francesc Abelló Pascual (Reus, 3 de marzo de 1892 - 3 de octubre de 1973) fue un médico y psiquiatra español. 
Primo hermano de Josep y Juan Abelló Pascual, farmacéutico y médico respectivamente, se licenció en Medicina en la Universitat de Barcelona en 1919. Se especializó en Psiquiatría, y fue contratado por el Institut Pere Mata en abril de 1922, ascendiendo a subdirector en 1929, cuando lo dirigía Josep Briansó. En 1927 fue nombrado inspector municipal de Sanidad. Afiliado al Foment Nacionalista Republicà (Fomento Nacionalista Republicano) de Reus, fue elegido regidor en las elecciones municipales de abril de 1931. Como presidente de la Comisión de Cultura del Ayuntamiento, y preocupado por la conservación del patrimonio histórico, propuso la creación del Museo Municipal. En 1933, una vez aprobada la propuesta, se creó el Patronato del Museo, del cual Abelló fue presidente hasta las elecciones de enero de 1934.
En agosto de 1936 fue nombrado delegado de la Generalitat en el Institut Pere Mata. En setiembre de 1938, cuando el Instituto fue convertido en hospital de sangre, organizó el traslado de pacientes y sanitarios al Hospital de Sant Boi de Llobregat, y a finales de octubre fueron trasladados al Castillo de Montesquiu.
En enero de 1939, Abelló se exilió a Francia, dejando la dirección del centro en manos del doctor Salvador Vilaseca. A su vuelta del exilio fue detenido, encarcelado, cesado de su cargo en el Institut Pere Mata e inhabilitado profesionalmente. Liberado en 1941, no volvió al Institut hasta 1955, permaneciendo hasta su jubilación en 1966, momento en que se le restituyó la subdirección de la entidad.  
Fue uno de los fundadores y colaborador habitual de Fulls clínics, revista de Reus de formación médica continuada que salió irregularmente entre diciembre de 1931 y enero de 1936. Se publicaron once números. En la revista también colaboraron Josep Briansó, Josep Solanes Vilaprenyó, Francesc Tosquelles Llauradó, Salvador Vilaseca y otros médicos y psiquiatras reconocidos.